# Zesdaagse van Rotterdam
De Zesdaagse van Rotterdam is een wielrenwedstrijd over zes dagen, die gehouden wordt in Rotterdam Ahoy in Rotterdam. Hiervoor wordt een tijdelijke demontabele wielerbaan met een lengte van 200 meter neergelegd in de Ahoy Arena.

## Geschiedenis

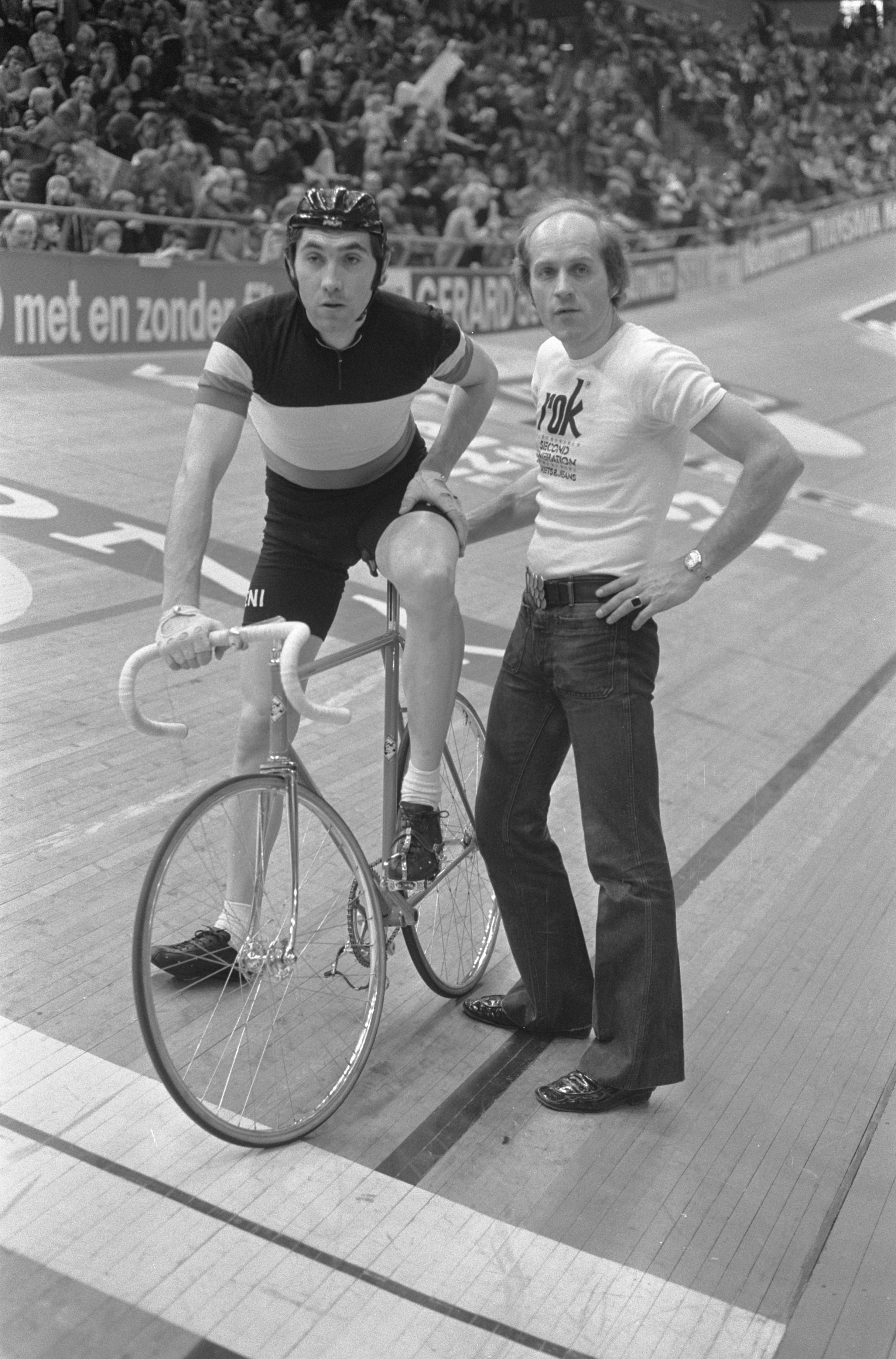
Eddy Merckx tijdens de Zesdaagse van Rotterdam in 1974

De zesdaagse van Rotterdam is voor het eerst georganiseerd in 1936 en 1937 op een baan die, na het echec van de zesdaagse van Amsterdam, werd overgebracht van de Amsterdamse Oude-RAI naar het Nenyto-gebouw in Rotterdam. Toen in Amsterdam het vuur na vier zesdaagsen gedoofd was, zochten de organisatoren hun heil in Rotterdam. Het Amsterdamse baantje van 166 meter bleek precies te passen in de Nenijtohal – erfenis van de Nederlandsche Nijverheids Tentoonstelling. Olympisch zwemster Rie Mastenbroek (3x goud, 1x brons in Berlijn) mocht op 6 november 1936 het startschot lossen; Jan Pijnenburg en Cor Wals waren de eerste winnaars. De renners maakten na de slotsprint spontaan een dansje in dancing Pschorr.
De eerste 144 uurs achter Blijdorp was een daverend succes. Zo zelfs dat er drie maanden later al een tweede Rotterdamse editie op poten werd gezet. Tinus Osendarp was dit keer de hoofdgast; de sprinter die met een Sieg Heilgroet zijn 100 meter-brons in ontvangst had genomen in Berlijn. Of die openingshandeling van invloed was op de uiterst magere publieksstroom – het was op z’n minst een opvallende keuze.
Het betekende wel meteen het einde van een kortstondig, vooroorlogs Rotterdams zesdaagse-avontuur. Het houten baantje werd opgeslagen in Assendelft, en toen de brandstofschaarste in de oorlogsjaren steeds nijpender werd, verdween het zesdaagsehout in de kleumende kachels.
Rotterdam moest tot mei 1968 op zijn derde zesdaagse wachten. Plaats van handeling was nu de Energiehal, in de huidige topografie ergens tussen Kunsthal en Erasmus MC in. Ook al een overblijfsel van een grote energiefair (E’55) in de zich gestaag van het oorlogstrauma herstellende havenstad.
Om de interesse van het publiek te wekken, werden de twaalf koppels in wielershirts met voetbalkleuren uit de wijde omgeving gehuld: Feyenoord, Sparta, Excelsior, Xerxes/DHC Hermes DVS, SVV, Fortuna Vlaardingen, ADO, Holland Sport, DFC, NAC en Baronie. Peter Post en Patrick Sercu wonnen in een rood-wit gestreept Spartashirt.
Mocht de eerste naoorlogse zesdaagse nog tamelijk succesvol heten, in 1969 was er voor de elkaar wantrouwende organisatoren Siem Waardenburg en Charles Ruys geen droog brood meer te verdienen.
Het wachten was op de grootscheepse aanpak van Rotterdam-Zuid, vertaald in de visionaire gedachten van sportwethouder Roel Langerak die op 2 juli 1968 de eerste paal sloeg voor een gloednieuw Sportpaleis in het Zuiderpark. Het ging Ahoy’ heten en het zou volop ruimte bieden aan de baanwielersport. De 200 meterbaan was in feite de essentie van het hele gebouw. Er werd een begin gemaakt van een traditie.
Op 15 januari 1971 werd Ahoy’ officieel geopend door prins Claus. Jaap Oudkerk werd achter Bruno Walrave de winnaar van de openingskoers achter motoren. Een dag later klonk het startschot voor de eerste Ahoy’ Zesdaagse. Het bleek een schot in de roos.
Achttien jaar lang zou er sport- en amusementshistorie worden geschreven met zesdaagsen. Nadat ‘Keizer’ Peter Post in ‘Rotterdam 1972’ ernstig ten val was gekomen en zijn carrière noodgedwongen moest beëindigen, werd hij prompt tot wedstijdleider benoemd. Het ging ineens hard met de ontwikkeling van de baansport in Ahoy’, mede door het opstarten van Ahoy’ op zondag.
Post moderniseerde de zesdaagse ingrijpend, voelde feilloos de behoefte van de tribunes aan, introduceerde flitsender en dus kortere programma’s, verrijkte het deelnemersveld met wegvedetten uit de grote wielerlanden, zorgde voor herkenbaarheid door flink wat renners uit zijn eigen TI Raleighploeg ‘betaald te laten trainen’, verraste het publiek met unieke optredens van de crème-de-la-crème van Nederlandse artiesten. Lee Towers is er groot geworden.
De impuls die Post gaf bleek de gouden formule. Een bezoek aan de Rotterdamse Zesdaagse stond garant voor een avond feest. Menige avondsessie was er geen zitplaats meer te krijgen; op de galerijen stonden ze rijen dik. Het absolute toeschouwersrecord op de Rotterdamse Zesdaagse werd genoteerd in 1976: 53.769, waarvan 15.834 vrijkaarten.
De bomen konden niet verder groeien dan die hemel. De klad kwam erin. In 1988 passeerden officieel nog 38.687 toeschouwers de kassa’s, maar het aantal vrijkaarten overtrof de betaalde kaartjes: 19.474 tegenover 19.213. De vaste wielerbaan in Ahoy’ was een sta-in-de-weg geworden, een belemmering voor andere, lucratiever programmering. In 1990 werd de permanente wielerbaan gedemonteerd. Hij werd enige tijd opgeslagen in Assen, maar verdween uiteindelijk ook in de open haard. Sinds 1988 werd er lange tijd geen wedstrijd meer georganiseerd.
Rotterdam moest tot begin 21e eeuw wachten op nieuw perspectief. Dat kwam er door de niet-versagende sentimenten in de familie Zijlaard, met vader Joop als gangmaker-in-meervoudige-betekenis en zoon Michael Zijlaard als jonge en gretige uitvoerder.
Zestien jaar later, om precies te zijn vanaf 6 januari 2005, werd deze sportwedstrijd nieuw leven ingeblazen. Aan de organisatie werd meegewerkt door Frank Boelé, tevens toenmalig organisator van de zesdaagse van Amsterdam. Rotterdam mocht zich in 2005 Sportstad van Europa noemen, en die ietwat ronkende eretitel bleek een vliegwiel voor nieuwe ideeën. De komst van de Grand Départ van de Tour de France was er daar een van, de terugkeer van de zesdaagse de kers op de taart. Een nieuwe semipermanente wielerbaan was in een handomdraai gelegd. De eerste keer kostte dat nog zeventien uur, tegenwoordig rijd je er in een ochtend op rond. De Rabobank Rotterdam had er alle fiducie in, was de eerste jaren naam gevend hoofdsponsor, en er bleek nog steeds wielerpubliek de gang naar Ahoy te willen maken.
De tijd van toen kwam weliswaar nooit terug, maar met toeschouwersaantallen van 25.000 betalende tot 35.000 totaal is er reëel bestaansrecht. De zesdaagsen van de 21e eeuw hebben in Rotterdam een jasje gekregen dat volledig past in de moderne tijd: acht herkenbare sportieve hoofdonderdelen, een sprinttoernooi, een Talents Cup en (mondjesmaat) vrouwen in een spetterende entourage. Geen artiesten meer, wel bonkende beats in zeeën van licht en geluid.
De Rotterdamse Zesdaagse staat. Wereldwijd mag de kalender dan zijn teruggelopen van 27 naar 5 à 6 zesdaagsen per winter, Rotterdam is (nog) kerngezond. Maar stilstand is achteruitgang. Om verder te komen dan die gemiddeld ruim 30.000 is verdere innovatie nodig.
Het evenement kreeg in 2005 extra glans met het afscheidsgala van Leontien Zijlaard-van Moorsel. Door het grote succes van de zesdaagses van 2005 en 2006 werd in januari 2007 de vijfentwintigste zesdaagse georganiseerd in Rotterdam. De zesdaagse van Rotterdam vindt sindsdien aan het begin van elk kalenderjaar plaats.
De editie van 2009 trok 39.670 toeschouwers. In 2010 trok de zesdaagse van Rotterdam 31.046 toeschouwers.
De wedstrijdleiding is vanaf 2018 naast Michael Zijlaard in handen van oud-zesdaagserenner Peter Schep. In 2018 wonnen Kenny De Ketele en Moreno De Pauw de 36e editie. Daarnaast werd de GPN/Provato Sprintcup een prooi voor BEAT Cycling Club. Zij wonnen van Team Nederland in een 6 daags onderling sprinttoernooi waarin Sprint, Keirin en Teamsprint werd gereden.
Als dinsdagavond 7 januari 2020 de winnaars zijn gehuldigd van de 38ste editie breekt er een volgende fase aan in de geschiedenis van de Rotterdamse Zesdaagse: de verplaatsing van januari naar eind (24-29) november. November – deprimaand volgens sommigen. Maar in de eerste weken van januari zucht iedereen nog onder de decembermoeheid.
‘Rotterdam’ schuift op de kalender voortaan aan bij Londen en Gent. De hoofdsponsor (Wooning) hoopt op een groter rendement, november past beter bij de baanfocus van de UCI op het najaar en – de belangrijkste reden, want: lang gekoesterde wens – er kan op zondagmiddag gefinisht worden, wat het evenement mogelijk aantrekkelijk maakt voor een live tv-registratie.
November is voor Rotterdam een terugkeer naar het begin: de eerste zesdaagse in de Maasstad werd in 1936 ook in november verreden. Het was het jaar dat de wielerkalender liefst 27 zesdaagsen telde; bijna wereldwijd: West-Europa, de VS, Canada en Buenos Aires. Anno 2023 zijn er nog maar twee zesdaagsen, die van Rotterdam en van Gent. Sinds 2022 wordt de zesdaagse georganiseerd in de maand december.
Het baanrecord van deze 200 meter baan staat op naam van Harrie Lavreysen. Op 9 december 2022 verbrak hij zijn eigen record met een tijd van 9,733. Tijdens de editie van 2023 deed Lavreysen twee onsuccesvolle pogingen om het baanrecord aan te vallen.

## Erelijst
| Editie                           | Jaar | Datum            | Locatie    | Winnaar                            | Winnaar                              | Tweede                             | Tweede                              | Derde                              | Derde                                    |
| -------------------------------- | ---- | ---------------- | ---------- | ---------------------------------- | ------------------------------------ | ---------------------------------- | ----------------------------------- | ---------------------------------- | ---------------------------------------- |
| 41                               | 2024 | 10 - 15 december | Ahoy       | DEN                                | Michael Mørkøv Tobias Aagaard Hansen | NED                                | Yoeri Havik Jan-Willem van Schip    | NED                                | Vincent Hoppezak Philip Heijnen          |
| 40                               | 2023 | 12 - 17 december | Ahoy       | NED                                | Yoeri Havik Jan-Willem van Schip     | BEL                                | Lindsay De Vylder Jules Hesters     | NED                                | Vincent Hoppezak Philip Heijnen          |
| 39                               | 2022 | 6 - 11 december  | Ahoy       | NED                                | Niki Terpstra Yoeri Havik            | BEL                                | Lindsay De Vylder Jules Hesters     | NED ITA                            | Vincent Hoppezak Elia Viviani            |
| –                                | 2021 | 7 - 12 december  | Ahoy       | Afgelast vanwege de coronapandemie | Afgelast vanwege de coronapandemie   | Afgelast vanwege de coronapandemie | Afgelast vanwege de coronapandemie  | Afgelast vanwege de coronapandemie | Afgelast vanwege de coronapandemie       |
| 38                               | 2020 | 2 - 7 januari    | Ahoy       | NED                                | Yoeri Havik Wim Stroetinga           | BEL NED                            | Moreno De Pauw Jan-Willem van Schip | BEL                                | Kenny De Ketele Robbe Ghys               |
| 37                               | 2019 | 3 - 8 januari    | Ahoy       | NED FRA                            | Niki Terpstra Thomas Boudat          | DEN                                | Lasse Norman Hansen Marc Hester     | NED                                | Yoeri Havik Wim Stroetinga               |
| 36                               | 2018 | 4 - 9 januari    | Ahoy       | BEL                                | Kenny De Ketele Moreno De Pauw       | NED                                | Yoeri Havik Wim Stroetinga          | FRA                                | Morgan Kneisky Benjamin Thomas           |
| 35                               | 2017 | 5 - 10 januari   | Ahoy       | GER                                | Christian Grasmann Roger Kluge       | DEN                                | Michael Mørkøv Lasse Norman Hansen  | NED                                | Dylan van Baarle Wim Stroetinga          |
| 34                               | 2016 | 7 - 12 januari   | Ahoy       | ESP                                | Sebastián Mora Albert Torres         | GER FRA                            | Christian Grasmann Morgan Kneisky   | NED                                | Yoeri Havik Niki Terpstra                |
| 33                               | 2015 | 2 - 7 januari    | Ahoy       | BEL NED                            | Iljo Keisse Niki Terpstra            | DEN                                | Michael Mørkøv Alex Rasmussen       | ESP                                | David Muntaner Albert Torres             |
| 32                               | 2014 | 2 - 7 januari    | Ahoy       | BEL NED                            | Iljo Keisse Niki Terpstra            | BEL                                | Jasper De Buyst Kenny De Ketele     | DEN                                | Michael Mørkøv Alex Rasmussen            |
| 31                               | 2013 | 3 - 8 januari    | Ahoy       | BEL NED                            | Iljo Keisse Niki Terpstra            | NED                                | Peter Schep Wim Stroetinga          | NED                                | Yoeri Havik Nick Stöpler                 |
| 30                               | 2012 | 5 - 10 januari   | Ahoy       | NED                                | Peter Schep Wim Stroetinga           | SUI NED                            | Franco Marvulli Jens Mouris         | NED                                | Yoeri Havik Danny Stam                   |
| 29                               | 2011 | 6 - 11 januari   | Ahoy       | NED                                | Danny Stam Léon van Bon              | GER NED                            | Robert Bartko Pim Ligthart          | DEN                                | Jens-Erik Madsen Michael Mørkøv          |
| 28                               | 2010 | 7 - 12 januari   | Ahoy       | BEL NED                            | Iljo Keisse Danny Stam               | SUI                                | Franco Marvulli Bruno Risi          | DEN                                | Michael Mørkøv Alex Rasmussen            |
| 27                               | 2009 | 2 - 7 januari    | Ahoy       | NED ESP                            | Peter Schep Juan Llaneras            | SUI NED                            | Bruno Risi Danny Stam               | GER SUI                            | Leif Lampater Franco Marvulli            |
| 26                               | 2008 | 3 - 8 januari    | Ahoy       | GER NED                            | Leif Lampater Danny Stam             | SUI                                | Franco Marvulli Bruno Risi          | GER BEL                            | Robert Bartko Iljo Keisse                |
| 25                               | 2007 | 4 - 9 januari    | Ahoy       | GER BEL                            | Robert Bartko Iljo Keisse            | BEL ITA                            | Danny Stam Marco Villa              | SUI                                | Franco Marvulli Bruno Risi               |
| 24                               | 2006 | 5 - 10 januari   | Ahoy       | NED                                | Robert Slippens Danny Stam           | BEL                                | Matthew Gilmore Iljo Keisse         | GER                                | Robert Bartko Andreas Beikirch           |
| 23                               | 2005 | 6 - 11 januari   | Ahoy       | NED                                | Robert Slippens Danny Stam           | SUI                                | Kurt Betschart Bruno Risi           | DEN                                | Jimmi Madsen Jakob Piil                  |
| Geen editie tussen 1989 en 2004. |      |                  |            |                                    |                                      |                                    |                                     |                                    |                                          |
| 22                               | 1988 | 22 - 27 januari  | Ahoy       | AUS GBR                            | Danny Clark Tony Doyle               | LIE NED                            | Roman Hermann Teun van Vliet        | BEL                                | Etienne De Wilde Stan Tourné             |
| 21                               | 1987 | 23 - 28 januari  | Ahoy       | ITA AUS                            | Pierangelo Bincoletto Danny Clark    | GER NED                            | Josef Kristen Teun van Vliet        | LIE NED                            | Roman Hermann Peter Stevenhaagen         |
| 20                               | 1986 | 24 - 29 januari  | Ahoy       | AUS ITA                            | Danny Clark Francesco Moser          | NED BEL                            | René Pijnen Eric Vanderaerden       | NED GER                            | Bert Oosterbosch Dietrich Thurau         |
| 19                               | 1985 | 18 - 23 januari  | Ahoy       | AUS NED                            | Danny Clark René Pijnen              | BEL                                | Etienne De Wilde Stan Tourné        | LIE NED                            | Roman Hermann Gerrie Knetemann           |
| 18                               | 1984 | 13 - 18 januari  | Ahoy       | SUI NED                            | Urs Freuler René Pijnen              | AUS GER                            | Gary Wiggins Horst Schütz           | GER                                | Albert Fritz Dietrich Thurau             |
| 17                               | 1983 | 13 - 19 januari  | Ahoy       | NED BEL                            | René Pijnen Patrick Sercu            | DEN NED                            | Gert Frank Jan Raas                 | AUS                                | Donald Allan Danny Clark                 |
| 16                               | 1982 | 15 - 21 januari  | Ahoy       | NED BEL                            | René Pijnen Patrick Sercu            | GER                                | Albert Fritz Dietrich Thurau        | AUS                                | Donald Allan Danny Clark                 |
| 15                               | 1981 | 16 - 21 januari  | Ahoy       | AUS                                | Donald Allan Danny Clark             | NED                                | René Pijnen Jan Raas                | GER BEL                            | Albert Fritz Patrick Sercu               |
| 14                               | 1980 | 17 - 22 januari  | Ahoy       | NED                                | René Pijnen Jan Raas                 | AUS                                | Donald Allan Danny Clark            | GER BEL                            | Albert Fritz Patrick Sercu               |
| 13                               | 1979 | 18 - 23 januari  | Ahoy       | GER BEL                            | Albert Fritz Patrick Sercu           | NED                                | Gerrie Knetemann René Pijnen        | AUS                                | Donald Allan Danny Clark                 |
| 12                               | 1978 | 19 - 24 januari  | Ahoy       | AUS NED                            | Danny Clark René Pijnen              | GER                                | Albert Fritz Wilfried Peffgen       | NED                                | Gerben Karstens Roy Schuiten             |
| 11                               | 1977 | 20 - 25 januari  | Ahoy       | AUS NED                            | Danny Clark René Pijnen              | GER                                | Günter Haritz Dietrich Thurau       | BEL                                | Freddy Maertens Patrick Sercu            |
| 10                               | 1976 | 22 - 27 januari  | Ahoy       | BEL                                | Eddy Merckx Patrick Sercu            | GER NED                            | Günter Haritz René Pijnen           | NED                                | Leo Duyndam Gerben Karstens              |
| 9                                | 1975 | 23 - 28 januari  | Ahoy       | NED                                | Leo Duyndam Gerben Karstens          | NED                                | René Pijnen Roy Schuiten            | BEL FRA                            | Patrick Sercu Alain Van Lancker          |
| 8                                | 1974 | 17 - 22 januari  | Ahoy       | NED                                | Leo Duyndam René Pijnen              | BEL                                | Eddy Merckx Patrick Sercu           | FRA                                | Jacky Mourioux Alain Van Lancker         |
| 7                                | 1973 | 18 - 23 januari  | Ahoy       | NED                                | Leo Duyndam René Pijnen              | BEL                                | Eddy Merckx Patrick Sercu           | GER                                | Albert Fritz Dieter Kemper               |
| 6                                | 1972 | 20 - 26 januari  | Ahoy       | NED                                | Leo Duyndam René Pijnen              | GER                                | Klaus Bugdahl Albert Fritz          | AUS FRA                            | Graeme Gilmore Alain Van Lancker         |
| 5                                | 1971 | 16 - 21 januari  | Ahoy       | NED BEL                            | Peter Post Patrick Sercu             | NED                                | Leo Duyndam René Pijnen             | GER BEL                            | Sigi Renz Theo Verschueren               |
| Geen editie in 1970.             |      |                  |            |                                    |                                      |                                    |                                     |                                    |                                          |
| 4                                | 1969 | 3 - 9 april      | Energiehal | BEL NED                            | Romain Deloof Peter Post             | GER NED                            | Klaus Bugdahl Gerard Koel           | DEN AUS                            | Freddy Eugen Graeme Gilmore              |
| 3                                | 1968 | 1 - 7 mei        | Energiehal | NED BEL                            | Peter Post Patrick Sercu             | GER NED                            | Klaus Bugdahl Leo Duyndam           | NED GER                            | Gerard Koel Sigi Renz                    |
| Geen editie tussen 1938 en 1967. |      |                  |            |                                    |                                      |                                    |                                     |                                    |                                          |
| 2                                | 1937 | 19 - 25 februari | Nenijtohal | BEL                                | Albert Buysse Albert Billiet         | NED GER                            | Kees Pellenaars Adolf Schön         | NED                                | Frans van den Broeck Louis van Schijndel |
| 1                                | 1936 | 6 - 13 november  | Nenijtohal | NED                                | Jan Pijnenburg Cor Wals              | BEL NED                            | Adolphe Charlier Frans Slaats       | NED GER                            | Kees Pellenaars Adolf Schön              |

## Media
Televisie
De Zesdaagse van 2022 werd integraal live op televisie uitgezonden op betaalzender Ziggo Sport.